# Amstel Gold Race 2016
De 51e editie van de wielerwedstrijd Amstel Gold Race werd gehouden op zondag 17 april 2016. De wedstrijd maakt deel uit van de UCI World Tour 2016. Titelverdediger was Michał Kwiatkowski. Dit jaar won de Italiaan Enrico Gasparotto. In 2012 wist Gasparotto de Amstel Gold Race ook al te winnen.

## Deelnemende ploegen
| 18 UCI World Tour-ploegen | 18 UCI World Tour-ploegen | 18 UCI World Tour-ploegen | 7 wildcards                 |
| ------------------------- | ------------------------- | ------------------------- | --------------------------- |
| AG2R La Mondiale          | FDJ                       | LottoNL-Jumbo             | Roompot-Oranje Peloton      |
| Astana                    | Giant-Alpecin             | Movistar                  | Topsport Vlaanderen-Baloise |
| BMC Racing Team           | IAM Cycling               | Orica-BikeExchange        | Wanty-Groupe Gobert         |
| Cannondale                | Katjoesja                 | Team Sky                  | Direct Énergie              |
| Dimension Data            | Lampre-Merida             | Tinkoff                   | Nippo-Vini Fantini          |
| Etixx-Quick Step          | Lotto Soudal              | Trek-Segafredo            | Bardiani CSF                |
|                           |                           |                           | CCC Sprandi Polkowice       |
|                           |                           |                           |                             |

## Rituitslag
| Plaats  | Naam               | Ploeg                  |          |
| ------- | ------------------ | ---------------------- | -------- |
| Winnaar | Enrico Gasparotto  | Wanty-Groupe Gobert    | 6u18'02" |
| 2       | Michael Valgren    | Tinkoff                | z.t.     |
| 3       | Sonny Colbrelli    | Bardiani CSF           | + 3"     |
| 4       | Bryan Coquard      | Direct Énergie         | z.t.     |
| 5       | Michael Matthews   | Orica GreenEDGE        | z.t.     |
| 6       | Julian Alaphilippe | Etixx-Quick Step       | z.t.     |
| 7       | Diego Ulissi       | Lampre-Merida          | z.t.     |
| 8       | Giovanni Visconti  | Movistar Team          | z.t.     |
| 9       | Loïc Vliegen       | BMC Racing Team        | z.t.     |
| 10      | Tim Wellens        | Lotto Soudal           | z.t.     |
| 11      | Simon Gerrans      | Orica GreenEDGE        | z.t.     |
| 12      | Roman Kreuziger    | Tinkoff                | z.t.     |
| 13      | Jan Bakelants      | AG2R La Mondiale       | z.t.     |
| 14      | Bauke Mollema      | Trek-Segafredo         | z.t.     |
| 15      | Warren Barguil     | Team Giant-Alpecin     | z.t.     |
| 16      | Maurits Lammertink | Roompot-Oranje Peloton | z.t.     |
| 17      | Rui Costa          | Lampre-Merida          | z.t.     |
| 18      | Dylan Teuns        | BMC Racing Team        | z.t.     |
| 19      | Arthur Vichot      | FDJ                    | z.t.     |
| 20      | Daniel Moreno      | Movistar Team          | z.t.     |